# Ben Hardaway
Joseph Benson "Ben/Bugs" Hardaway (1897 - 1957) fue un artista de guion gráfico, escritor, y director en varios estudios de animación estadounidenses durante la "era dorada de la animación". Aparecía en los créditos generalmente como J.B. Hardaway.
Mientras trabajaba en Warner Brothers durante los años 30, Hardaway se dedicó a escribir, y codirigir varios trabajos junto a Cal Dalton durante los últimos años de Friz Freleng en el estudio antes de ir a MGM. En 1938, Hardaway codirigió el primer corto donde aparecía Happy Rabbit. En 1940 una versión mejorada del personaje era bautizada como Bugs Bunny debido al apodo de Hardaway. 
En 1940, Hardaway se unió al Walter Lantz Studio, donde creó al personaje más famoso del estudio, el Pájaro Loco. Hardaway escribió gran parte de los cortometrajes del Pájaro Loco entre 1940 y 1949, hizo además la voz del personaje durante este periodo (Mel Blanc hizo la voz para los primeros cuatro cortos: Knock Knock, Woody Woodpecker, The Screwball y Pantry Panic). 
Hardaway murió en 1957 de cáncer, supuestamente un efecto a largo plazo de la exposición a armas químicas durante la Primera Guerra Mundial. Lo último en lo que trabajó fue Adventures of Pow Wow, aunque solo escribió dos episodios, que perdieron el audio.
Hardaway fue el escritor de la serie animada Pow Wow the Indian Boy, parte del show de Captain Kangaroo.
- Datos: Q2895473
- Multimedia: Ben Hardaway / Q2895473